# Гумно с ригой из деревни Горбухино
Гумно с ригой из деревни Горбухино — памятник архитектуры. Расположен в Великом Новгороде, в Витославлицах.
Гумно для просушки и обмолота зерновых (ржи, пшеницы, ячменя, овса) и волокнистых (льна, конопли и пр.) было построено в 1920—1930-х годах и использовалось до 1970-х годов. У постройки три построенные в разное время из повторно использованных материалов части: гумно, рига (с топочным помещением, в котором стоит глинобитная печь, и сушильным с колосниками) и «припередок» с двумя сквозными воротами между ними. В 1960-е годы к гумну пристроили сруб ещё одного гумна.
Рига срублена «в обло» и проконопачена мхом, чердачное и перекрытие под колосниками промазаны сверху глиной с песком. Помещения риги были разделены позднее выпиленной стеной. Прямоугольный сруб гумна сделан тоже «в обло», его полом служит зажатая между первым и вторым венцами пластина. Для создания сквозняков в боковых стенах сделаны окна. Крыша у построек самцово-слеговая, на «припередке» — стропильная с курицами на окончаниях. При обследовании крыша была щеповой, но раньше она была из дранниц.
Постройки перевезли в Витославлицы в 1981 году, при этом уже после покупки, но до разборки здание потеряло часть деталей сушильни из-за действий одного из местных жителей. Реставрацию под руководством Л. Е. Красноречьева и В. А. Попова проводили в 1981—1985 и 2000—2001 годах. В гумне разместили музейную экспозицию.